# Actinodaphne sessilifructa
Actinodaphne sessilifructa là loài thực vật có hoa trong họ Nguyệt quế. Loài này được C.J.Qi & K.W.Liu miêu tả khoa học đầu tiên năm 1987.